# Dmitry Kiselev
Dmitry Igorevich Kiselyov (en ruso: Дмитрий Игоревич Киселёв, nacido el 5 de junio de 1978) es un director de cine ruso.

## Filmografía

### Cine
- Black Lightning (2009)
- Yolki (2010)
- Yolki 2 (2011)
- Gentlemens of Fortune! (2012)
- Yolki 3 (2013)
- Yolki 1914 (2014)
- Spacewalker[3][4] (2017)
- Yolki 6 (2017)
- Mira (2023)

### Televisión
- Londongrad (2015)
- Bones (2016)